# Zinn(II)-hydroxid
Zinn(II)-hydroxid ist eine chemische Verbindung aus der Gruppe der Hydroxide mit Zinn in der Oxidationsstufe II.

## Gewinnung und Darstellung

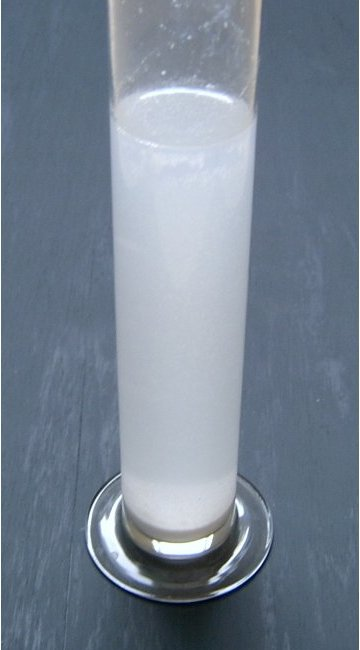
Fällung von Zinn(II)-hydroxid aus einer Zinn(II)-chloridlösung

Bei der Zugabe von verdünntem Alkalihydroxid zu Zinn(II)-salzlösungen wird ein weißer Niederschlag gebildet, der in Wasser schwer löslich ist. Die Gleichung für die Bildung des reinen Hydroxids ist wie folgt:
{\displaystyle \mathrm {SnCl_{2}\ +\ 2\ NaOH\longrightarrow \ {Sn(OH)_{2}\downarrow }\ +\ 2\ NaCl} }
Ähnlich wie bei Blei(II)-hydroxid, handelt es sich bei Sn(OH)2 jedoch um hydratisierte Oxide der Zusammensetzung SnO·x H2O (x < 1). Die Bezeichnung Zinn(II)-hydroxid wird normalerweise synonym dafür verwendet.
Die Zusammensetzung der Oxidhydrate ist in der Literatur umstritten. Es werden beispielsweise folgende Formeln angegeben
- 2SnO·H2O
- 3SnO·H2O
- 3SnO·2H2O
- 5SnO·2H2O

Die einzige dieser Verbindungen mit bekannter Kristallstruktur ist 6SnO·2H2O (3SnO·H2O) = Sn6O4(OH)4. Die Substanz besteht aus einzelnen Clustern in Form eines Rhombendodekaeders, in denen  die Zinn(II)-Ionen oktaedrisch angeordnet sind und die Dreiecksflächen des Oktaeders von Oxid- und Hydroxid-Ionen überkappt werden.
Es wurde berichtet, dass die Reaktion der Organozinnverbindung Me3SnOH mit Zinn(II)-chlorid reines Sn(OH)2 erhalten werden kann. Die Struktur des Produkts ist jedoch nicht bekannt.

## Eigenschaften
Wird Zinn(II)-hydroxid in einer sauerstofffreien Atmosphäre erhitzt so bildet sich durch Dehydratisierung ein blauschwarzes Pulver, das Zinn(II)-oxid.
{\displaystyle \mathrm {Sn(OH)_{2}\longrightarrow \ SnO+H_{2}O} }
Wie alle Zinn(II)-Verbindungen ist auch das Hydroxid ein Reduktionsmittel und oxidiert leicht zu Zinn(IV)-oxid.
Zinn(II)-hydroxid ist amphoter, es reagiert sowohl mit starken Säuren wie auch mit starken Basen. Mit starken Säuren bildet es Zinn(II)-salze und mit starken Laugen die Stannate(II), veraltet Stannite genannt. Letztere sind damit Salze einer Zinn(II)-säure, die sowohl Tri-[Sn(OH)3]−– wie auch Tetra-hydroxozinn(II)-[Sn(OH)4]2−–Verbindungen bildet. In starken Basen löst sich das Oxidhydrat zu den Alkalistannaten(II). Die Reaktionsgleichung für die Reaktion mit Natriumhydroxid zu Natriumstannat(II) ist wie folgt:
{\displaystyle \mathrm {Sn(OH)_{2}\ +\ 2\ NaOH\longrightarrow \ Na_{2}Sn(OH)_{4}} }